# Leo Fender
Clarence Leonidas Fender (Anaheim, 10 d'agost de 1909 - Fullerton, 21 de març de 1991), més conegut com a Leo Fender, va ser un inventor nord-americà que va fundar l'actual Fender Electric Instrument Manufacturing Company, més tard va fundar MusicMan i G&L Musical Products i (G&L Guitars). Els seus dissenys de guitarres, baix, amplificadors de la dècada de 1940 continuen dominant la música popular més de mig segle després. És conegut com l'heroi de la guitarra, que no sabia tocar-la.

## Biografia

### Joventut

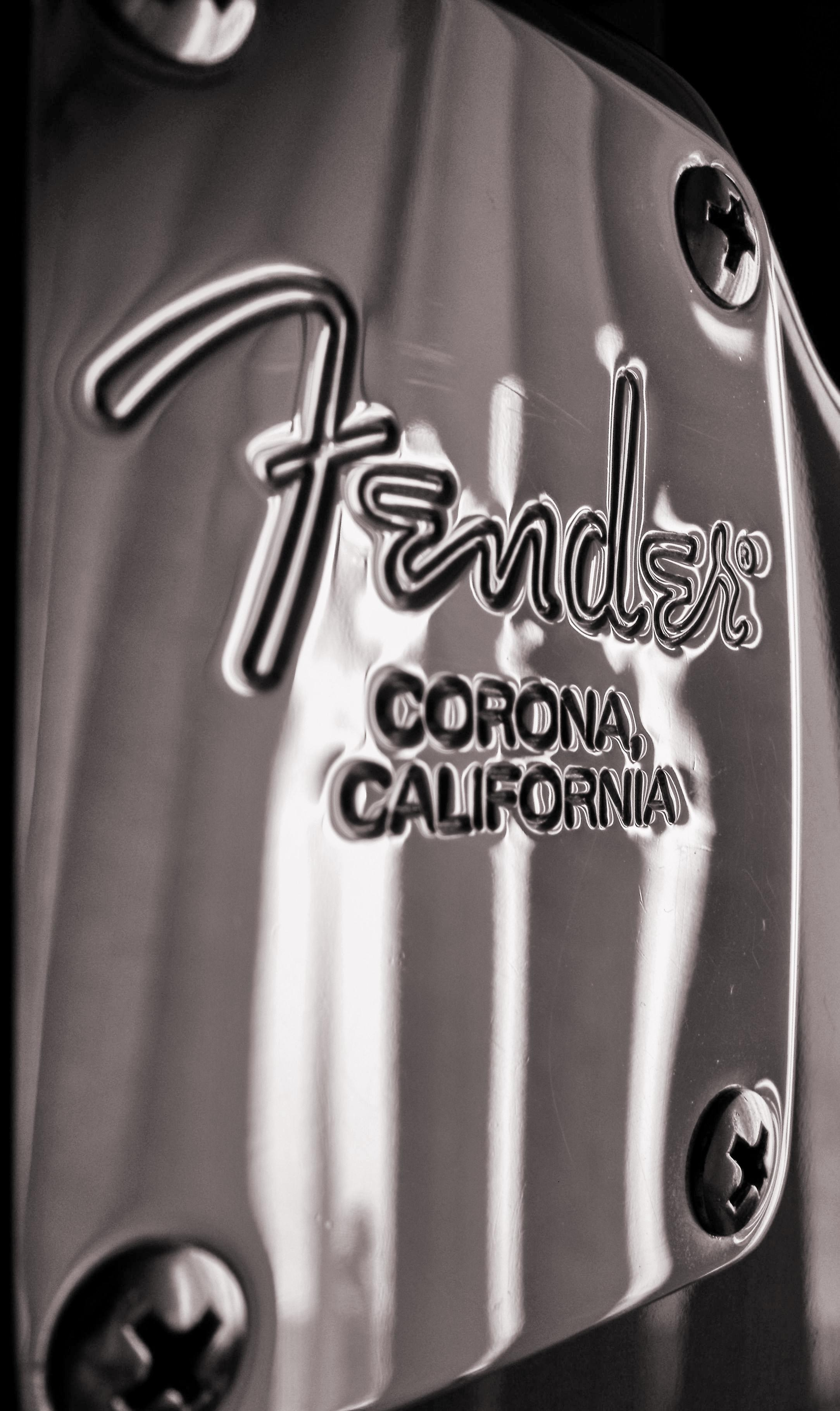
La marca Fender

Clarence Leonidas Fender era fill de Clarence Monte Fender i Harriet Elvira Wood, els propietaris d'un camp de tarongers situat entre Anaheim i Fullerton (Califòrnia).
Des de primerenca edat, Leo va mostrar el seu interès a jugar amb l'electrònica. Quan tenia tretze anys, el seu oncle, que dirigia una botiga d'aparells elèctrics, li va enviar una caixa plena de peces de ràdios d'automòbils rebutjats, i una bateria. A l'any següent, Leo va visitar la botiga del seu oncle a Santa Maria (Califòrnia), i va quedar fascinat per una ràdio del seu oncle s'havia construït a partir de peces de recanvi i es col·locà a la part davantera de la botiga. Leo més tard va afirmar que la música a tot volum en l'altaveu de la ràdio li deixà una impressió duradora. Poc després, Leo va començar la reparació de ràdios en una petita botiga a casa dels seus pares.
A la primavera de 1928, Leo es va graduar a la Fullerton Union High School, i va entrar en Fullerton Junior College aquella tardor. Mentre estava estudiant per ser comptable, continuà aprenent per ell mateix electrònica, i jugar amb les ràdios i altres articles elèctrics. Mai va tenir cap mena de curs d'electrònica a la universitat.
Després de la universitat, Fender va començar a treballar com a repartidor de gel a Anaheim per a la Consolidated Ice and Cold Storage Company. Va ser en aquest moment en què un líder de la banda local es va acostar a Leo, preguntant-li si podia construir un sistema de megafonia per a l'ús de la banda en els balls a Hollywood. Fender fou contractat per construir sis d'aquests sistemes de megafonia.
El 1933, Fender conegué a Esther Klosky, i casant-se el 1934. En aquest moment, Leo va prendre un treball com a comptable en el Departament de Carreteres de Califòrnia (California Highway Department) a San Luis Obispo. Degut a la Gran Depressió, el lloc de treball de Leo fou eliminat, i més tard va prendre un treball en el departament de comptabilitat d'una empresa de pneumàtics. Després de treballar allí sis mesos, Leo va perdre el seu treball juntament amb els altres comptables de l'empresa.

### Fender Radio Service
El 1938, amb 600 dòlars prestats, Leo i Esther van tornar a Fullerton, i Leo hi va començar la seva pròpia botiga de reparació de ràdios, conegut com a «Fender Radio Service». Poc després, els músics i líders de banda van començar a arribar a Leo per a comprar sistemes de megafonia. Per això va començar a construir-ne el mateix, que va vendre i llogar. Va desenvolupar sistemes per a l'amplificació de les guitarres acústiques que començaven a aparèixer en l'escena musical del sud de Califòrnia, en big bands i grups de jazz, i per guitarres lap steel cada vegada més populars en la música country.

### Fabricació de les primeres guitarres

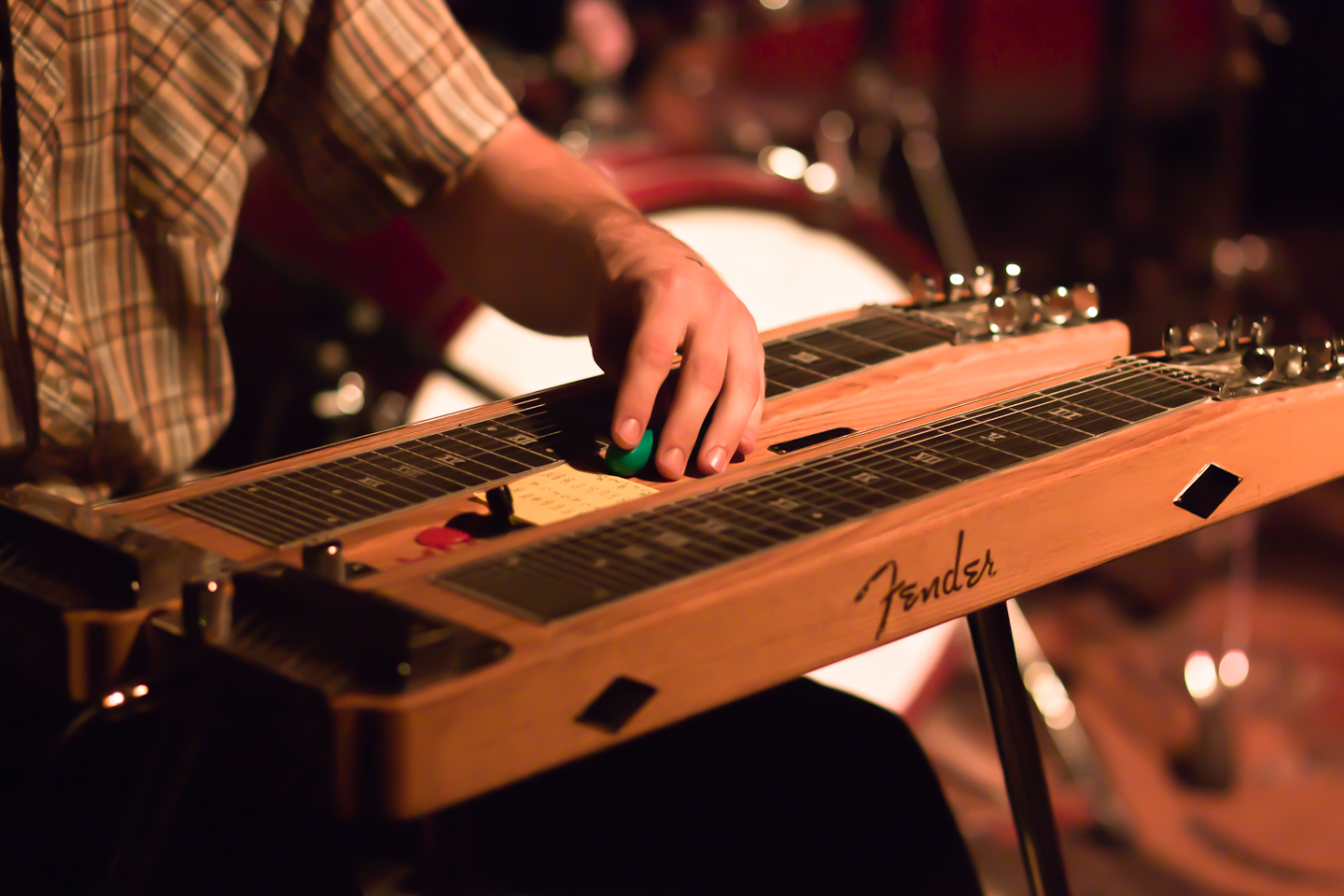
Lap steel guitar de Fender.

Durant la Segona Guerra Mundial, Leo conegué Clayton Orr, dit «Doc», Kauffman, un inventor i intèrpret de lap steel guitar, que havia treballat per Rickenbacker Guitars, una empresa que construïa i venia guitarres de falda durant una dècada. Mentre era a Rickenbacker, Kauffman havia inventat el «Vibrola», un precursor del mecanisme de vibrato o «trèmolo». Leo convencé Doc per formar un equip, i van fundar junts «K & F Manufacturing Corporation», per dissenyar i construir guitarres hawaianes amplificades (lap steel guitars) i amplificadors. El 1944, Leo i Doc patentaren una guitarra lap steel, que tenia un pickup ja patentat per Fender. El 1945, es va començar a vendre la guitarra, en un kit amb un amplificador dissenyat per Leo.

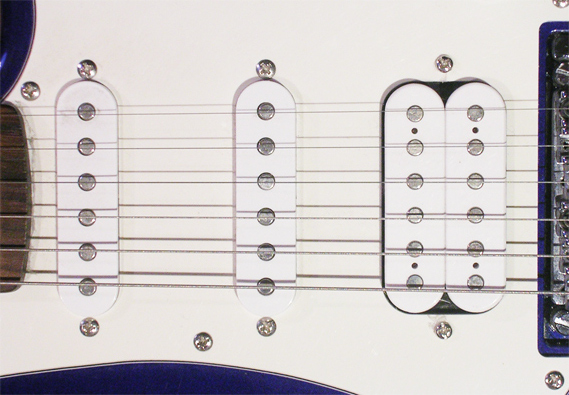
Tres pickups muntats en el cos d'una guitarra elèctrica.

### Vida privada
El 1979 Esther, l'esposa de Leo morí de càncer. Es tornà a casar el 1980.

## Fender i els desenvolupament de la guitarra elèctrica
A mesura que el Big Bands passaren de moda cap al final de la Segona Guerra Mundial, petits combos interpretant boogie-woogie, rhythm and blues, western swing, i honky-tonk formats al llarg dels Estats Units. Moltes d'aquestes formacions adoptaren la guitarra elèctrica, ja que donava a uns pocs intèrprets la potència d'una secció de vents completa. Les guitarres archtop equipades amb pickups van ser les guitarres habituals en les bandes de ball de finals dels anys 40, però la creixent popularitat dels salons de ball crearen una necessitat creixent d'instruments més forts, barats i duradors.
Fender reconegué el potencial d'una guitarra elèctrica que fos fàcil de mantenir, fàcil d'afinar, i fàcil de tocar. També va reconèixer que els intèrprets necessitaven guitarres que no s'acoblessin en els sales de ball. A més, Fender buscà un to que cridés l'atenció en les sales de música a través del soroll en un bar. El 1949, havia començat a treballar seriosament en el que es va convertir en la primera Telecaster (originalment anomenada Broadcaster) a la fàbrica de Fender a Fullerton, Califòrnia.
Encara que mai ho va admetre, Fender semblava basar el seu disseny pràctic sobre la Rickenbacker Bakelite. Un dels punts forts de la Rickenbacker de -un coll desmuntable que fa que sigui fàcil de fer i de mantenir, no es va perdre en un Fender, que va ser un mestre en la millora de dissenys ja establerts. No és sorprenent, el seu primer prototip fos una guitarra d'una sola pastilla amb un mànec dur desmuntable d'auró i un cos de fusta de pi pintat de blanc.

### Esquire
Don Randall, qui gestionava la distribució de Fender, la Radio & Television Equipment Company, va reconèixer les possibilitats comercials del nou disseny i feu plans per a introduir l'instrument com «El model Esquire». Fender recolzat el nom “Esquire”, dient que «sonava real i implicava certa distinció per sobre d'altres guitarres.»
L'abril de 1950, Radio-Tel començà la promoció d'Esquire, la primera Fender de 6 cordes presentada oficialment al públic. L'empresa va elaborar el seu Catàleg núm. 2, dibuixant una Esquire negra d'una sola pastilla. Una altra foto mostrava Jimmy Wyble de la banda de Spade Cooley sostenint una Esquire rossa. Aquests models de debut, amb un preu previst de venda de $ 154,95.
El treball de comercialització primària de Randall va ser establir l'Esquire en els estudis d'ensenyament musical, raonant que una guitarra assequible i pràctica seria una mercaderia amb sortida en aquests cercles. A més, una bona resposta per a la versió d'una pastilla prepararia el mercat per al model de dues pastilles més cara que Fender ja tenia al cap.

### Broadcaster
La fàbrica entrà en plena producció a finals de 1950, inicialment només produïren Esquire de doble pastilla. La decisió de Fender comprometé l'estratègia de màrqueting de Radio-Tel's, obligant a Randall a realitzar les comandes de la Esquire d'una sola pastilla i incloïen el nou nom per al model de dues pastilles, amb el temps donant-li el nom de Broadcaster. Els comerciants que va insistir Esquire va haver d'esperar fins a les guitarres de pastilla senzilla va entrar en plena producció el gener de 1951 i van ser lliurades el mes següent. La revista Musical Merchandise realitzà el primer anunci de Broadcaster el febrer de 1951 amb un anunci a pàgina completa que la descrivia en detall.

### »Broadcaster» esdevé «Telecaster»
Fender vengué 87 Broadcasters en la versió inicial de la guitarra el gener de 1951. Molta gent ha pres nota-incloent Gretsch, que va reclamar que el nom de Broadcaster infringia la marca registrada de la companyia «Broadkaster,» que era el nom d'una línia de models de tambors. En resposta a això, el 21 de febrer, Randall informà al seu personal de vendes que Radio-Tel abandonava el nom de Broadcaster tot demanant suggeriments per a un nou nom. El 24 de febrer va anunciar que la «Broadcaster» havia estat rebatejada com «Telecaster».
El canvi de nom de “Broadcaster” a “Telecaster” costà a Radio-Tel centenars de dòlars, i va minvar l'esforç inicial de comercialització. Els fullets i embalatges foren destruïts, i la paraula «Broadcaster» retirada dels elements de les guitarres. Durant alguns mesos, les guitarres de pastilla doble foren marcades només amb la paraula «Fender». Aquests models de principis a mitjans del 1951 són anomenades «No-casters» pels col·leccionistes de guitarres.

### Stratocaster

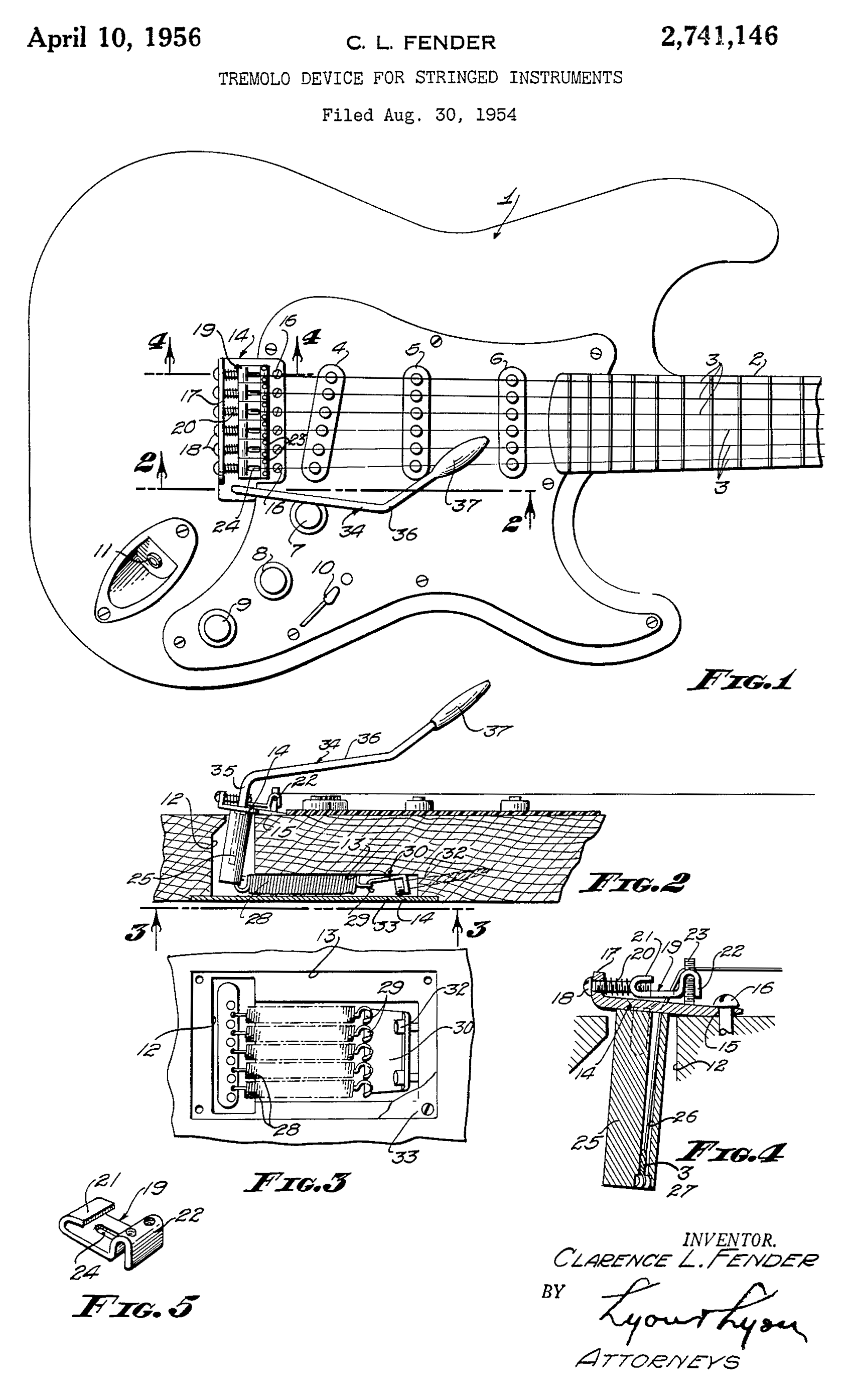
Diagrama mostrant el mecanisme de palanca per al vibrato patentat per Leo Fender (sol·licitada el 1954).

Leo Fender cercà regularment la retroalimentació dels seus clients, i, en preparació per al redisseny de la Telecaster preguntà als seus clients quines noves característiques desitjaven en la Telecaster. El gran nombre de respostes, juntament amb la popularitat de la Telecaster el decidí a abandonar la idea de modificar una Telecaster, sinó optar per al disseny d'una nova guitarra de cos sòlid a la venda juntament amb la Telecaster. El guitarrista Bill Carson fou un dels principals crítics de la Telecaster, afirmant que el nou disseny hauria de tenir clavilles del pont ajustables individualment, quatre o cinc pastilles, una unitat de vibrato que podria ser utilitzat en qualsevol direcció i tornar a l'afinació correcta, i un cos contornejat per a més comoditat en les vores aspres de la llosa del cos de Telecaster. Fender, assistit per Freddie Tavares, va començar a dissenyar una nova guitarra a finals de 1953 on dirigí la major part de les idees de Carson. Comercialitzada el 1954 la Stratocaster (o Strat) segueix encara en producció continua.

## Baix elèctric

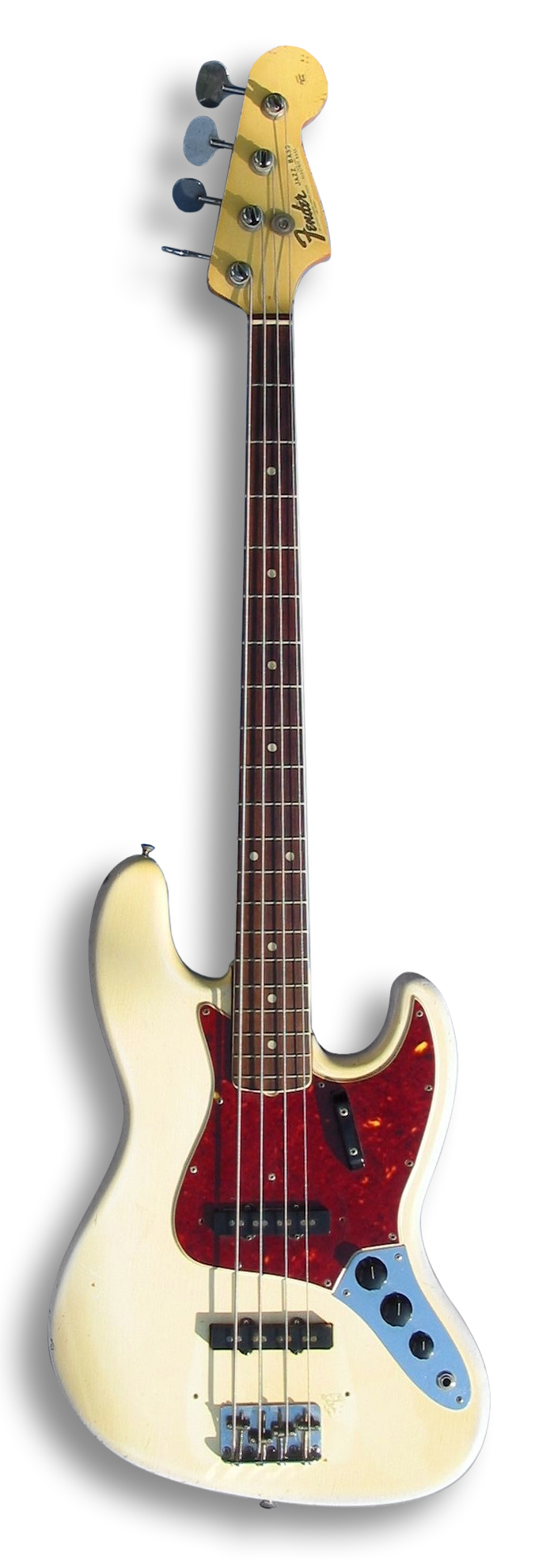
Fender Jazz Bass del 1966.

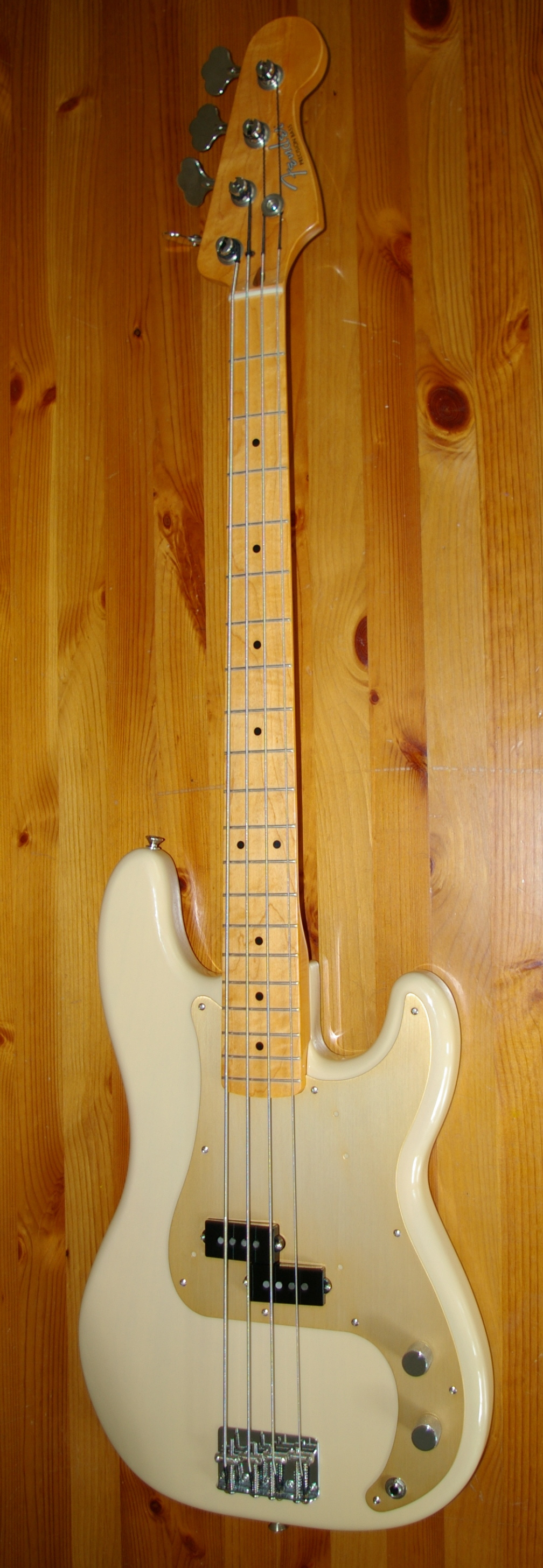
Fender Precision Bass basat en el disseny del 1956.

En aquella època, Fender també concebé un instrument que podria tenir un paper important en la música popular. Fins aquell moment, els baixistes tocaven contrabaixos acústics. A mesura que la mida dels grups i orquestres van créixer, els baixistes es van trobar cada cop més lluitant pel volum i presència en tot l'espectre de so. A més dels inconvenients sonors, els contrabaixos també eren grans, voluminosos i difícils de transportar. Amb el Precision Bass (o «P-Bass»), comercialitzat el 1951, Leo Fender corregí ambdues qüestions.
A diferència dels contrabaixos, el Precision Bass basat en la Telecaster era petit i portàtil. Construït sobre un cos d'instrument sòlid i la pastilla electromagnètica única podia ser amplificat a volums més alts sense la retroalimentació habitualment associada als instruments acústics. Juntament amb el Precision Bass (anomenat així perquè el seu màstil amb trasts permet als baixistes executar les notes amb «precisió»), Fender va introduir un amplificador de baix, el Fender Bassman; Un amplificador de 45 watts amb quatre altaveus de 10 polzades. Tampoc fou innovador en introduir baixos elèctric; Audiovox havia començat la publicitat en catàlegs d'un «violí baix elèctric» a mitjans de la dècada del 1930 i Ampeg havia introduït «Bassamp» de 12 watts el 1949, però el P-Bass i el seu amplificador d'acompanyament van ser els primers àmpliament produït en el seu gènere, i fou el P-Bass el primer baix que es tocava com una guitarra, penjat del coll en posició horitzontal i amb trasts. El P-Bass segueix sent un dels baixos més populars de la música actual.
1960 veié el llançament dels Jazz Bass, elegant, amb un màstil més prim, i un cos de cintura més marcada amb dues pastilles simples.

## Music Man i G&L
Algunes de les contribucions més conegudes i estimades de Fender a la música es van desenvolupar en la dècada de 1970, després que havia venut a CBS la seva marca el 1965: va dissenyar guitarres, baixos i amplificadors per a Music Man, i el 1976 dissenyà i comercialitzà un altre instrument innovador, el StingRay. Encara que el disseny del cos era manllevat en gran manera del Precision Bass, el Stingray és considerat àmpliament com el baix de la primera producció amb electrònica activa. L'equalitzador de dues bandes del StingRay, la recollida d'alt rendiment humbucking i suau acabat setinat del coll es va convertir en el favorit de molts baixistes influents, com ara Louis Johnson, John Deacon i Flea. Més tard, en una de tres bandes d'equalització activa es va introduir. El 1979 ell i els seus vells amics George Fullerton i Dale Hyatt va iniciar una nova empresa anomenada G&L Musical Instruments (George& Leo) Musical Products. Els dissenys de G&L de guitarra tendeixen a recolzar-se en gran manera en l'aspecte original de les guitarres Fender, com ara Stratocaster i Telecaster, però incorpora innovacions com els sistemes de trèmolo millorats i l'electrònica. Tot i patir diversos vessaments cerebrals menors, Leo Fender va continuar produint guitarres i baixos. Tot i que va continuar refinant els dissenys fonamentals que havia creat anys abans, també va obtenir moltes noves patents per innovacions en les  pastilles magnètiques, els sistemes de vibrato, la construcció del coll i altres àrees. No obstant això, mai va aprendre a tocar la guitarra.
Un home amable, modest i sense pretensions (la seva «tassa de cafè» va ser un got de poliestirè amb la paraula «Leo» pintada), tota la vida va tenir l'admiració i la devoció dels seus empleats, molts dels quals han assenyalat que els millors anys de treball de llur vida els van passar amb Leo Fender. Un exemple de vida frugal, Fender un cop li van preguntar per què cada dia es duia el seu dinar (entrepans d'amanida d'ou) a la feina en lloc de comprar menjar en el camió de menjar local. Fender respongué: «Amb els diners que estalviï del consum d'aquests entrepans, puc comprar un grapat de resistències.» Va morir el 1991 degut a complicacions de la malaltia de Parkinson. La seva contribució pionera al gènere ha estat reconeguda pel Rockabilly Hall of Fame. La companyia que porta el seu nom, la Fender Musical Instruments Corporation, és un dels majors conglomerats d'instruments musicals al món.